# 電磁泵
电磁泵，又名液态金属电磁泵，可以推动导电性好的液体，如Na－K合金，汞等。常用于核反应堆的冷却系统。是处在磁场中的通电流体在磁场作用下向一定方向流动的泵，利用磁场和导电流体中电流的相互作用，使流体受磁场作用而产生压力梯度。